# Дудаш, Янош
Я́нош Дуда́ш (венг. Dudás János, 13 февраля 1911 или 11 января 1911, Budafok — 28 июля 1979) — венгерский футболист, игравший на позиции полузащитника, в частности, за клуб МТК. Участник чемпионата мира 1934 года и серебряный призёр чемпионата мира 1938 года в составе национальной сборной Венгрии.

## Клубная карьера
Янош Дудаш был воспитанником команды «Будафок» из своего родного города, за которую начал играть в 1931 году. Год спустя перешёл в команду МТК, в которой провёл восемь сезонов. За это время дважды завоевал титул чемпиона Венгрии. Впоследствии играл в «Чепеле» и «Будафоке». За это время прибавил к списку своих трофеев ещё два титула чемпиона Венгрии.
Завершил профессиональную игровую карьеру в клубе ВМ КАСЕ, за команду которого выступал в течение 1947—1949 годов.

## Карьера в сборной
6 октября 1935 года дебютировал в официальных матчах в составе национальной сборной Венгрии против Австрии (4:4) в рамках Кубка Центральной Европы. В течение карьеры в национальной команде, которая продолжалась 8 лет, провёл в её форме 21 матч, забив 3 гола.
Был включён в заявку на чемпионат мира 1934 года в Италии и чемпионат мира 1938 года во Франции, где вместе с командой завоевал «серебро», но на поле не выходил. Последний матч за сборную провёл 3 мая 1942 года против Третьего Рейха (3:5).
Умер 28 июля 1979 года на 68-м году жизни.

## Достижения
МТК
- Чемпион Венгрии (2): 1935/1936, 1936/1937

«Чепель»
- Чемпион Венгрии (2): 1941/1942, 1942/1943

Сборная Венгрии
- Вице-чемпион мира: 1938